# ラブレス (1982年の映画)
『ラブレス』（原題：The Loveless）は、1982年のアメリカ映画。
キャスリン・ビグロー監督の長編映画デビュー作である。

## キャスト
- ウィレム・デフォー
- J・ドン・ファーガソン
- マリン・カンター
- ティナ・ロツキー
- リズ・ガンス
- ロバート・ゴードン